# 天主教博帕尔总教区
天主教博帕爾總教區（拉丁語：Archidioecesis Bhopalensis），是羅馬天主教會以印度中央邦首府博帕爾為中心的一個總主教區。下轄八個教區。
成立於1963年9月13日。
包括中央邦中西部四個縣。2006年有教友18,550名，僅佔轄區總人口的0.5%。由115名司鐸名管理21個堂區。現任教區總主教為良‧科爾乃略。